# Storebro
Storebro – miejscowość (tätort) w Szwecji, w regionie administracyjnym (län) Kalmar, w gminie Vimmerby.
Według danych Szwedzkiego Urzędu Statystycznego liczba ludności wyniosła: 1011 (31 grudnia 2015), 1049 (31 grudnia 2018) i 1024 (31 grudnia 2019).
Od 1959 roku funkcjonuje tu fabryka jachtów Storebro Bruks AB.